# FIFA 23
FIFA 23 ist ein von Electronic Arts als 30. Teil der FIFA-Spieleserie entwickeltes Fußballsimulationsspiel. Es ist am 30. September 2022 für Windows, Nintendo Switch, PlayStation 4, PlayStation 5, Xbox One und Xbox Series erschienen. Die angekündigte Veröffentlichung für Google Stadia kam nicht mehr zustande, da Google am 29. September den Stadia Store geschlossen hat und alle Vorbestellungen storniert hat. Das Spiel ist das Letzte im Rahmen der Partnerschaft zwischen EA und FIFA, nachdem beide Parteien sich nicht auf die finanziellen Rahmenbedingungen eines neuen Vertrages einigen konnten. Künftige Fußballspiele von EA, die nicht mehr den Namen FIFA tragen werden, sollen laut Ankündigungen unter dem Namen EA Sports FC erscheinen.
Auf dem Cover der Ultimate-Edition des Spiels sind der französische Fußballspieler Kylian Mbappé und die australische Fußballspielerin Sam Kerr abgebildet. Damit wurde erstmals eine Frau auf einem Cover der Spielreihe abgebildet.

## Funktionen

### Crossplay
FIFA 23 bietet ein begrenztes Maß an Crossplay. Crossplay ist in FUT Division Rivals (ohne Co-Op), FUT Champions, FUT Ultimate Online Draft, FUT Online Friendlies (ohne Co-Op), FUT Play a Friend, Online Friendlies, Online Seasons (ohne Co-Op Seasons) und in der Virtuellen Bundesliga verfügbar. Das Crossplay ist jedoch auf Konsolen der gleichen Generation beschränkt. So können beispielsweise PS4-Spieler mit und gegen Spieler auf der Xbox One spielen, nicht aber mit PS5- oder Xbox Series X/S-Spielern und umgekehrt. FIFA Pro Clubs wird kein Crossplay enthalten. Die Entscheidung, Pro Clubs vom Crossplay auszuschließen, sorgte bei Spielern für Kritik.

### HyperMotion2 und technisches Dribbling
Das Spiel ist mit dem sogenannten HyperMotion2 ausgestattet, welches die Eigenschaften echter Fußballspieler einfängt und in das Spiel überträgt und über 6.000 Animationen im Spiel enthält. Technical Dribbling nutzt das sogenannte Active Touch System, um den Weg des Fußballers zum Ball zu verbessern und die Drehung und das Dribbling eines Spielers mit mehr Reaktionsfähigkeit zu verbessern. Beide Systeme sind exklusiv für PS5, Xbox Series, Google Stadia und Windows.

### Weltmeisterschaftsmodi
In FIFA 23 ist sowohl ein Spielmodus für die Fußball-Weltmeisterschaft der Männer als auch für die Fußball-Weltmeisterschaft der Frauen enthalten: die FIFA Fußball-Weltmeisterschaft 2022 und die FIFA Fußball-Weltmeisterschaft der Frauen 2023.

### Icons
FIFA 23 enthält mit Gerd Müller, Xabi Alonso und Jairzinho drei neue Icons. Mit diesen drei neuen Icons fehlen acht der zuvor hinzugefügten Icons in der von EA Sports veröffentlichten Ikonenliste: Diego Maradona, Ryan Giggs, Pep Guardiola, Deco, Marc Overmars und Filippo Inzaghi sind als Icons in FIFA 23 nicht mehr erhalten. Jay-Jay Okocha und Hidetoshi Nakata wurden als Icons entfernt, aber sind als Heroes verfügbar.

### Vereinsfußball der Frauen
Dieser Teil der FIFA-Videospielserie ist der Erste, der den Vereinsfußball für Frauen einführt. Die englische FA Women’s Super League und die französische Division 1 Féminine sind enthalten.

## Editionen
FIFA 23 ist in drei Editionen (einer Standard-Edition, einer Ultimate-Edition und der Legacy Edition für die Nintendo Switch) verfügbar. Die vorherigen Spiele hatten bis FIFA 21 auch eine Champions-Edition.

## Lizenzen
FIFA 23 enthält über 30 lizenzierte Ligen, über 100 lizenzierte Stadien, über 700 Vereine und mehr als 19.000 Spieler. AS Rom, Atalanta Bergamo, Lazio Rom und SSC Neapel sind aufgrund ihrer ausschließlichen Vereinbarung mit dem Konkurrenzspiel eFootball nicht in FIFA 23 enthalten und werden stattdessen als Roma FC, Bergamo Calcio, Latium bzw. Napoli FC bezeichnet. Das Spiel behält die Konterfeis der Spieler bei, aber die offiziellen Abzeichen, Trikots und Stadien sind durch eigene Designs und generische Stadien ersetzt, die von EA Sports erstellt wurden. Auch die Mannschaften der J1 League sind im Spiel nicht mehr vertreten, da die sechsjährige Partnerschaft zwischen EA und der J.League ausläuft. Auch die Liga MX ist nicht mehr enthalten. Juventus Turin, das in den letzten drei Spielen ebenfalls nicht vertreten war und stattdessen als Piemonte Calcio enthalten war, ist dahingegen wieder unter dem korrekten Namen im Spiel vertreten.
Zu den neu ins Spiel aufgenommenen Stadien gehören das Philips-Stadion, die Heimstätte der PSV Eindhoven, das Europa-Park-Stadion, die Heimstätte des SC Freiburg, das Estadio El Sadar, die Heimstätte des CA Osasuna, das Banc of California Stadium, die Heimstätte des Los Angeles FC, und das Academy Stadium, die Heimstätte der Manchester City Women. Das Allianz Stadium, die Heimstätte von Juventus, kehrte zurück, nachdem es in den vorherigen Jahren aufgrund der fehlenden Lizenz nicht enthalten war. Auch La Bombonera, Heimspielstätte der Boca Juniors, kehrte ins Spiel zurück. Das Stadion von Nottingham Forest, der City Ground ist über ein Update ebenfalls verfügbar.
Zusätzlich enthält FIFA 23 auch den Verein AFC Richmond aus der Fernsehserie Ted Lasso von Apple TV+, der in diversen Spielmodi spielbar ist.

## Ligen
Folgende Ligen sind im Spiel enthalten:

### Ligen Männerfußball
| Land                      | Liga                            |
| ------------------------- | ------------------------------- |
| Argentinien               | Primera División                |
| Australien                | A-League Men                    |
| Belgien                   | Jupiler Pro League              |
| Volksrepublik China       | Chinese Super League            |
| Dänemark                  | SUPERLIGA                       |
| Deutschland               | Bundesliga                      |
| Deutschland               | 2. Bundesliga                   |
| Deutschland               | 3. Liga                         |
| England                   | Premier League                  |
| England                   | EFL Championship                |
| England                   | EFL League One                  |
| England                   | EFL League Two                  |
| Frankreich                | Ligue 1                         |
| Frankreich                | Ligue 2                         |
| Indien                    | Indian Super League             |
| Italien                   | Serie A                         |
| Italien                   | Serie B                         |
| Niederlande               | Eredivisie                      |
| Norwegen                  | Eliteserien                     |
| Österreich                | Bundesliga                      |
| Polen                     | Ekstraklasa                     |
| Portugal                  | Liga Portugal                   |
| Rumänien                  | Liga 1                          |
| Irland                    | League of Ireland               |
| Saudi-Arabien             | Saudi Professional League       |
| Schottland                | Scottish Premiership            |
| Schweden                  | Fotbollsallsvenskan             |
| Schweiz                   | Super League                    |
| Spanien                   | Primera División                |
| Spanien                   | Segunda División                |
| Südkorea                  | K League 1                      |
| Türkei                    | Süper Lig                       |
| Vereinigte Staaten Kanada | Major League Soccer             |
| International             | Nationalmannschaften der Männer |

Weitere Vereine sind als Teil der Copa Libertadores, der Copa Sudamericana und der Kategorie Rest der Welt enthalten.

### Ligen Frauenfußball
| Land          | Liga                            |
| ------------- | ------------------------------- |
| England       | FA Women’s Super League         |
| Frankreich    | Division 1 Féminine             |
| International | Nationalmannschaften der Frauen |

## Rezensionen
Das Spiel erhielt laut Metacritic hauptsächlich positive Bewertungen.
Auf GamePro bezeichnete Dennis Michel das Spiel als zwar „besten Ableger der Reihe“, dennoch wurde die Integration des Frauenfußballs kritisiert. Positiv fielen die zahlreichen Spielmodi, das lebhaftere Fanverhalten und die neuen Standards und Powershots aus, die Lootboxen im FUT-Modus und das Streichen des Story-Tutorials wurden jedoch kritisiert.

„FIFA 23 ist ein sehr gutes Fußballspiel, das jedoch ohne Highlight und teils halbgar in der Umsetzung neuer Features daherkommt.“